# قبأ الصحراء الأتالي
قبأ الصحراء الأتالي (باللاتينية: Eremopoa attalica) نبات عشبي ينتمي إلى جنس قبأ الصحراء من الفصيلة النجيلية.

## الموئل والانتشار
موطن هذا النبات تركيا.